# (21546) Konermann
(21546) Konermann (1998 QH34) – planetoida z pasa głównego asteroid okrążająca Słońce w ciągu 4,33 lat w średniej odległości 2,66 j.a. Odkryta 17 sierpnia 1998 roku.